# Mayday
“Mayday” és un codi d'emergència utilitzat internacionalment com a veu d'auxili.
S'utilitza per assenyalar una emergència que posa en perill la vida principalment pels aviadors i els mariners, però en alguns països les organitzacions locals com ara els bombers, les forces policials i les organitzacions de transport també utilitzen el terme. La convenció exigeix que la paraula es repeteixi tres vegades seguides durant la declaració inicial d'emergència ("Mayday mayday mayday") per evitar que es confongui amb alguna frase que soni similar en condicions de soroll, i per distingir una trucada de mayday real d'un missatge sobre una trucada de mayday.

## Història
Aquesta paraula va ser proposta l'any 1923 per Frederick Stanley Mockford (1897-1962), un oficial de ràdio de l'aeroport de Croydon, a Londres, amb el propòsit que indiqués senyal de socors i fos fàcilment entesa per pilots i personal de terra en cas d'emergència. Atès que gran part del trànsit aeri de l'època transcorria entre Croydon i l'aeroport de Le Bourget (París), va proposar el terme "mayday", equivalent fonètic del francès m'aidez ("ajuda'm") 'aider (forma abreujada de venez m'aider, "veniu a ajudar-me").
Després de les proves realitzades, la nova paraula de procediment es va introduir per als vols a través del Canal de la Mànega el febrer de 1923. L'anterior trucada de socors havia estat el senyal de codi Morse SOS, però aquest no es va considerar adequat per a la comunicació de veu, "a causa de la dificultat de distingir la lletra 'S' per telèfon". En 1927, la Unió Internacional de Telecomunicacions de Washington va adoptar la crida de veu "mayday" com a senyal de socors radiotelefònica, a més del senyal radiotelegràfica SOS (codi Morse).

## Crides de socors
La paraula “mayday” es pot emprar quan una embarcació, un avió o un vehicle es troba en perill greu i imminent i necessita ajut immediat. Aquestes situacions poden ser foc, explosió o enfonsament. També s'utilitza en aeronàutica quan la nau és en greu risc d'accident, ja sigui per falles en els sistemes de navegabilitat, condicions climàtiques adverses, segrestos, amenaça terrorista, etc.
Als Estats Units quan es fa una trucada d'auxili a l'espai aeri, es recomana que es faci servir el següent format (ometent qualsevol part que sigui necessària per conveniència o quan sigui irrellevant): Mayday, Mayday, Mayday; Nom de l'estació a on es dirigeix l'avís; Aeronau que fa la crida i tipus de senyal; Naturalesa de l'emergència; Quin temps fa; Intencions i/o sol·licitud del pilot; Posició actual i curs, o si es desconeixen, darrera posició i curs coneguts; Altitud o nivell de vol; Combustible restant en minuts; Nombre d'ànimes a bord; Qualsevol altra informació d'utilitat.